# أحمد خالد كباكا
أحمد خالد جمعة سليمان المعروف باسم أحمد خالد كباكا (مواليد 22 إبريل 2005) هو لاعب كرة قدم مصري يلعب في مركز خط الوسط لصالح نادي مودرن سبورت في إعارة من الأهلي، و منتخب مصر تحت 20 عام.

## الإحصائيات

### النادي
آخر تحديث في 18 ديسمبر 2024
| النادي      | الموسم   | الدوري                | الدوري | الدوري  | كأس مصر | كأس مصر | كاس الرابطة المصرية | كاس الرابطة المصرية | افريقيا | افريقيا | أخرى   | أخرى    | المجموع | المجموع |
| النادي      | الموسم   | الدرجة                | الظهور | الأهداف | الظهور  | الأهداف | الظهور              | الأهداف             | الظهور  | الأهداف | الظهور | الأهداف | الظهور  | الأهداف |
| ----------- | -------- | --------------------- | ------ | ------- | ------- | ------- | ------------------- | ------------------- | ------- | ------- | ------ | ------- | ------- | ------- |
| الاهلي      | 2022–23  | الدوري المصري الممتاز | 0      | 0       | 0       | 0       | 0                   | 0                   | 0       | 0       | 0      | 0       | 0       | 0       |
| مودرن سبورت | 2023–24  | الدوري المصري الممتاز | 10     | 0       | 1       | 0       | 0                   | 0                   | 0       | 0       | 0      | 0       | 11      | 0       |
| مودرن سبورت | 2024–25  | الدوري المصري الممتاز | 1      | 0       | 0       | 0       | 0                   | 0                   | 0       | 0       | 0      | 0       | 1       | 0       |
| الإجمالي    | الإجمالي | الإجمالي              | 11     | 0       | 1       | 0       | 0                   | 0                   | 0       | 0       | 0      | 0       | 12      | 0       |

## الإنجازات
الأهلي
- الدوري المصري الممتاز (1): 2022–23